# Laurence Olivier
Pour les articles homonymes, voir Olivier (homonymie).
Laurence Olivier, né le 22 mai 1907 à Dorking dans le Surrey et mort le 11 juillet 1989 à Steyning (Sussex de l'Ouest), est un comédien, metteur en scène, directeur de théâtre, réalisateur et scénariste britannique qui, avec ses contemporains Ralph Richardson et John Gielgud, faisait partie du trio d'acteurs masculins qui dominait le théâtre britannique du milieu du XXe siècle. Il apparaît également au cinéma tout au long de sa carrière, interprétant plus de cinquante rôles. À la fin de sa carrière, il connaît encore un succès considérable à la télévision.
La famille d’Olivier n’avait aucun lien avec le théâtre, mais son père, un ecclésiastique, décida que son fils deviendrait acteur. Après avoir étudié dans une école d’art dramatique à Londres, Olivier apprend son métier au fil des rôles qu’on lui confie à la fin des années 1920. En 1930, il connaît son premier succès important dans le West End avec la pièce Les Amants terribles de Noël Coward, et il apparaît dans son premier film. En 1935, il joue dans une célèbre production de Roméo et Juliette aux côtés de John Gielgud et Peggy Ashcroft. À la fin de la décennie, au théâtre comme au cinéma, c’est une célébrité établie. Dans les années 1940, avec Richardson et John Burrell (en), il est co-directeur du théâtre Old Vic, dont il fait une salle de spectacle réputée. Là, ses rôles les plus célèbres sont Richard III de Shakespeare et Œdipe roi de Sophocle. Dans les années 1950, il est gérant indépendant, mais sa carrière d'acteur piétine jusqu'à ce qu'il rejoigne l'English Stage Company d'avant-garde en 1957 pour jouer le rôle-titre dans Le Cabotin (en), un rôle qu'il tiendra plus tard au cinéma. De 1963 à 1973, il est fonde le théâtre national de Grande-Bretagne, compagnie résidente qui forme de nombreuses futures vedettes. Ses propres rôles comprennent le rôle-titre dans Othello (1965), et Shylock dans Le Marchand de Venise (1970).
Parmi les films d'Olivier figurent Les Hauts de Hurlevent (1939), Rebecca (1940) et une trilogie de films de Shakespeare en tant qu'acteur/réalisateur : Henry V (1944), Hamlet (1948) et Richard III (1955). Ses films ultérieurs comprennent Spartacus (1960), Les Souliers de saint Pierre (1968), Le Limier (1972), Marathon Man (1976) et Ces garçons qui venaient du Brésil (1978). Ses apparitions à la télévision comprennent une adaptation de The Moon and Sixpence (1960), Long Day's Journey into Night (en) (1973), Il neige au printemps (1975), La Chatte sur un toit brûlant (1976), Retour au château (1981) et Le Roi Lear (en) (1983).
Ses honneurs reçus comprennent le titre de chevalier (1947), une pairie à vie (en) (1970) et l'ordre du mérite (1981). Pour son travail à l'écran, il a reçu deux Oscars, deux BAFTA, cinq Emmy Awards et trois Golden Globes. Le plus grand auditorium du théâtre national est nommé en son honneur et il est commémoré lors des Laurence Olivier Awards, décernés chaque année par la Society of London Theatre (en). Il s'est marié trois fois avec trois actrices : Jill Esmond de 1930 à 1940, Vivien Leigh de 1940 à 1960, et Joan Plowright de 1961 à sa mort.

## Biographie

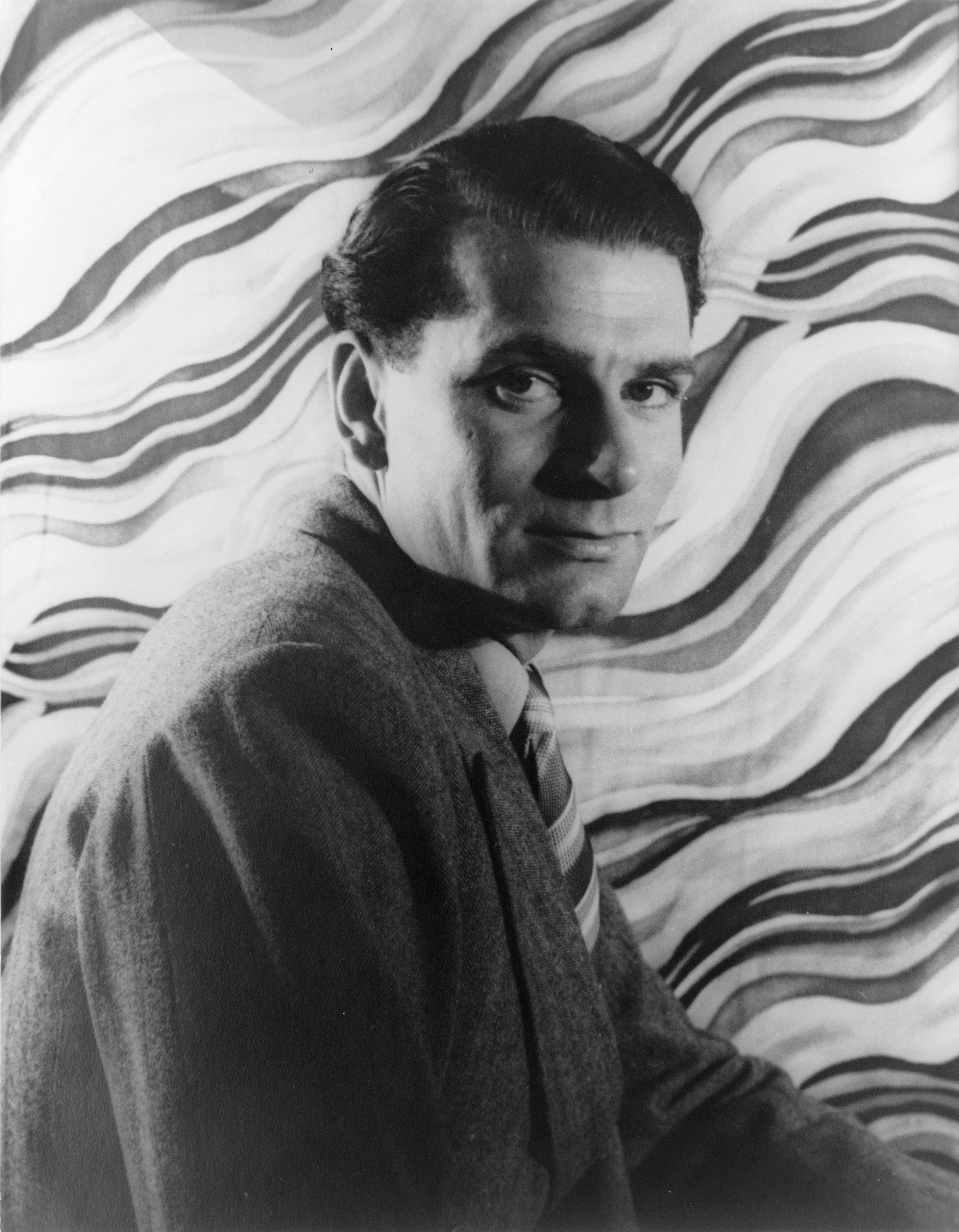
Laurence Olivier photographié par Carl van Vechten en 1939.

### Débuts
Laurence Kerr Olivier naît dans le comté de Surrey en Angleterre de Gerard Kerr Olivier (1869-1939), pasteur de l'Église anglicane et de Agnes Louise (née Crookenden) (1871-1920) la sœur cadette de George Pelham Crookenden, haut vicaire anglican. Elle meurt dans de terribles conditions alors que le jeune Laurence n'a que douze ans. En 1916 Laurence est inscrit à All Saints' Choir School à Londres et joue son premier rôle — Brutus dans Jules César à l'âge de neuf ans. La grande actrice Ellen Terry (tante de John Gielgud) prédit un grand avenir pour le garçon. L'année suivante il joue Maria dans La Nuit des rois puis Katherina dans La Mégère apprivoisée. À treize ans il intègre la Saint Edward's School d'Oxford, où il ne joue qu'un seul rôle, celui de Puck (Le Songe d'une nuit d'été). « J'ai très bien joué, au grand dégoût des autres », note Olivier dans son journal.
Il entre à la Central School of Dramatic Art à l'âge de 17 ans, puis rejoint la Birmingham Repertory Company en 1926. Il commence par la figuration. La compagnie effectue beaucoup de tournées en Angleterre notamment à Londres. Au fur et à mesure, Laurence obtient alors des rôles de plus en plus importants, dont le rôle-titre dans l'Oncle Vania de Tchekhov et dans Harold, pièce en vers (trois mille) de Tennyson.
Il évolue ainsi au théâtre mais il n'a pas le choix pour jouer dans les pièces, la plupart ne tiennent la scène que peu de temps. C'est pourtant pour lui l'occasion de jouer une grande variété de rôles. Puis Noël Coward lui propose un second rôle dans sa pièce Private Lives (1930), Olivier proteste, Coward lui répond alors : « Cela vous fera du bien de figurer dans une réussite pour une fois ». Dès lors Olivier joue un rôle important dans Shakespeare pour la première fois en 1937 : Roméo et Juliette, alternant les rôles de Roméo et de Mercutio avec John Gielgud, de trois ans son aîné et déjà vedette. De nombreux critiques condamnent son interprétation, les vers sont récités en prose, la mode à l'époque étant à la déclamation « chantée ». (« Monsieur Olivier ne récite pas incorrectement la poésie : il ne la récite pas du tout. »). Le comédien shakespearien commence alors à se tourner vers le cinéma.
Pendant ce temps, une divulgation fait rage sur les relations très intimes qu'entretient Laurence Olivier. On apprend ainsi que Noël Coward est, selon le journaliste anglais Michael Thornton, son amant, Olivier le fréquente souvent. Le journaliste nomme également, l'acteur Danny Kaye, avec qui la relation est notoire. Il cite aussi les noms de Marlon Brando et de Henry Ainley. Les échos sur l'homosexualité de Laurence Olivier font polémique. Les informations distillées par les intimes du comédien tragédien, notamment sa dernière épouse, ses proches et quelques familiers, sont vigoureusement niées par son fils, Tarquin Olivier.

### The Old Vic
Olivier est sociétaire de la troupe de ce théâtre, situé à deux pas de la gare de Waterloo dans un quartier délabré et mal fréquenté, à deux reprises. Il commence par le rôle de Hamlet, son premier vrai succès critique et populaire. Il joue ensuite Sir Toby Belch dans Twelfth Night - plutôt pour s'amuser, selon la critique. L'année suivante, il joue Henry V. (« You ARE England! » lui dit Charles Laughton). Pour terminer la saison the Old Vic Company s'en va présenter Hamlet à Elsinore avec Vivien Leigh dans le rôle d'Ophelia. En 1938, Olivier entreprend deux grands rôles shakespeariens : Macbeth et Coriolanus, très bien reçus par la majorité des critiques : « Un magnifique Macbeth : la voix sonne comme une trompette, avec une splendeur régale. » (The Daily Express). Selon le critique du Daily Telegraph « c'est le seul jeune acteur que nous avons qui se situe dans la grande tradition héroïque ». En juin 1944, Olivier est engagé comme directeur de l'Old Vic, signant un contrat de cinq ans. Son ami et collègue Ralph Richardson et le producteur John Burrell sont ses assistants. Son premier rôle est celui, extrêmement court, du Mouleur de Boutons dans Peer Gynt d'Ibsen, suivi de Sergius dans Arms and the Man de Bernard Shaw et puis le rôle-titre dans Richard III de Shakespeare. Dans ce dernier rôle, il connaît son plus grand succès jusqu'alors. Des années plus tard, il dit: « J'ai senti l'odeur du succès. Elle est comme l'odeur de la mer et des huîtres à Brighton ». Son collègue et rival John Gielgud lui envoie en hommage l'épée portée par Edmund Kean dans ce même rôle. Début 1945, l'Oncle Vanya de Tchekhov est ajouté au répertoire avec Olivier dans le rôle du Docteur Astrov. À la Libération, la troupe part en tournée (Arms and the Man, Peer Gynt et Richard III) visitant Anvers, Bruxelles et Hambourg. Au cours de la saison 1945-46, Olivier joue dans quatre pièces : Henry IV (1re et 2e parties) où il joue Hotspur et Justice Shallow, rôles relativement mineurs mais qui sont acclamés, et, au cours d'une même soirée, la tragédie de Sophocle Oedipus Rex, suivi du burlesque The Critic de Sheridan. À la fin d’Oedipus Olivier quitte la scène le visage en sang et pousse un cri terrifiant (qu'il a dit plus tard inspiré de l'image d'un animal pris dans un piège). À la fin de chaque représentation, il est ovationné et ensuite acclamé dans la rue par des milliers d'admirateurs. La saison se termine par King Lear. Olivier jouit d'un grand succès populaire ; les critiques sont divisés.
Le 14 février 1948, the Old Vic Company part pour une tournée de dix mois en Australie et Nouvelle-Zélande. Olivier reprend Richard III et ajoute Sir Peter Teazle (dans School for Scandal de Sheridan) à son répertoire. La troupe est acclamée partout mais les choses se gâtent vers la fin du séjour : les relations entre Olivier et Vivien Leigh se détériorent (la dépression de celle-ci empire) ; Olivier est blessé au genou et a recours à des béquilles sur scène et, comble de l'ironie, il reçoit une lettre du comité directeur de l'Old Vic Company le renvoyant de ses fonctions[pourquoi ?].

### Premiers succès au cinéma

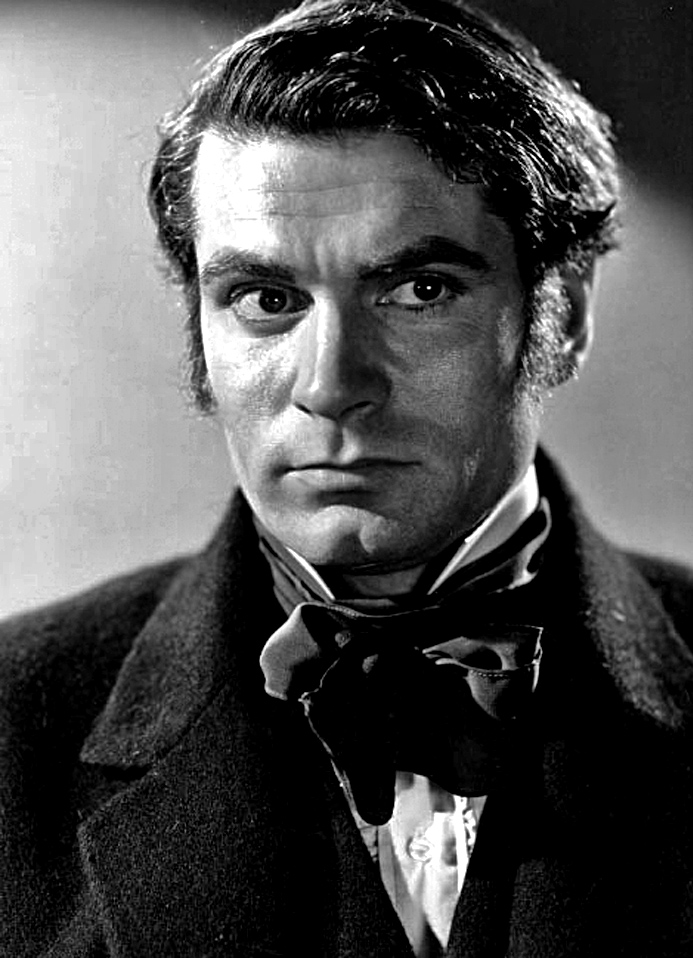
Laurence Olivier interprète Heathcliff dans Les Hauts de Hurlevent

Il tourne dans son premier film shakespearien en 1936, As You Like It de Paul Czinner.
Il tourne ensuite dans The Mask of Virtue et rencontre Vivien Leigh avec qui il tourne dans L'Invincible Armada (Fire Over England) d'Alexander Korda (1937). Une liaison secrète naît entre les deux acteurs mariés, qui tournent deux autres films ensemble (21 Days et That Hamilton Woman). Ils se marient en 1940.
Laurence Olivier interprète alors son premier grand rôle au cinéma, celui d'Heathcliff dans l'adaptation des Hauts de Hurlevent de William Wyler (1939), en Amérique. Pendant le tournage, Wyler et Olivier ne s'entendent pas sur l'interprétation de l'acteur qui tient à conserver ses techniques théâtrales. À la longue, Olivier admet que Wyler a raison et lui reste toujours reconnaissant. Il obtient sa première nomination aux Oscars. Le comédien et le metteur en scène tourneront Carrie ensemble une nouvelle fois, en 1953. Olivier avait été auparavant évincé par Greta Garbo du tournage de La Reine Christine (sorti en 1933) qui lui préfère son ancien amant John Gilbert, au plus bas de sa carrière : cela retardant son explosion au cinéma de plusieurs années, il ne lui pardonne jamais et refuse quelques années plus tard d'être son Chopin dans la superproduction George Sand de George Cukor - le film est abandonné, comme tous les projets de retour de « la divine ».

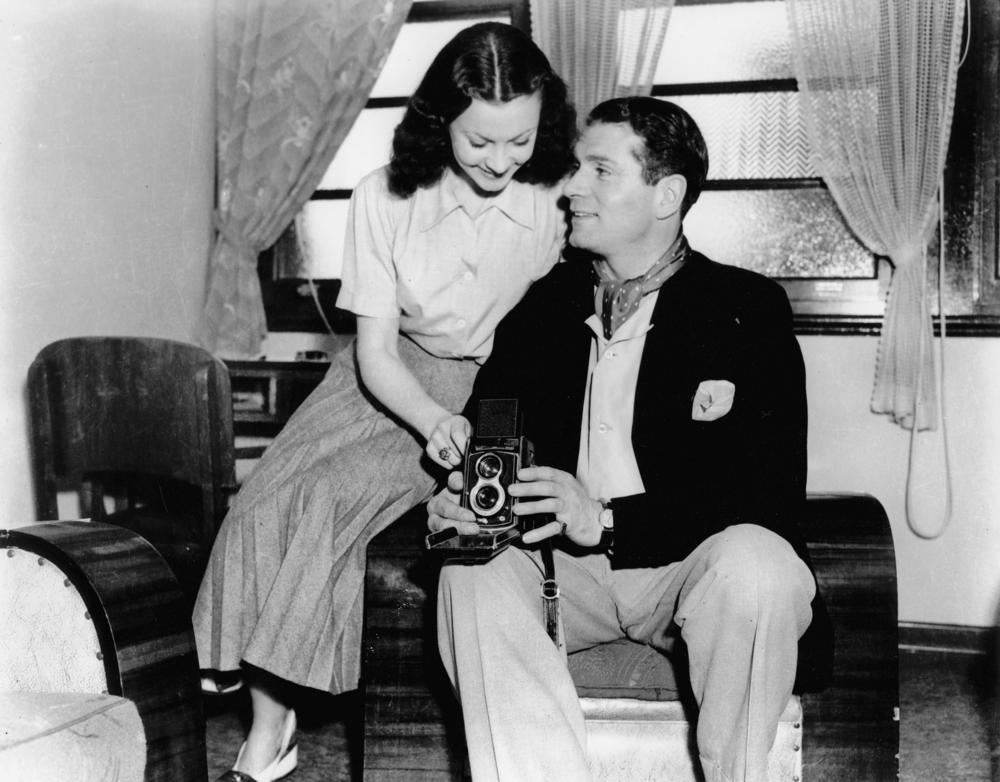
Vivien Leigh et Laurence Olivier en 1948.

Le succès de son Heathcliff lui permet d'obtenir d'autres grands rôles, celui de Maxim de Winter dans Rebecca d'Alfred Hitchcock et celui de M. Darcy dans Orgueil et Préjugés de Robert Z. Leonard (tous deux en 1940). Acteur de génie, il collectionne les partenaires les plus séduisantes : après la brune et exotique Merle Oberon (il lui aurait préféré Vivien Leigh, qui aurait mieux convenu au rôle de la frémissante Cathy, mais le couple n'avait pas encore assez de poids à Hollywood), l'évanescente et blonde Joan Fontaine et la pétulante rousse Greer Garson, qui avait déjà été la partenaire d'Olivier dans la pièce Golden Arrow à Londres.
La Seconde Guerre mondiale éclate alors et Olivier s'engage dans la Royal Air Force. Il prend des cours de pilotage et sert deux ans. Il est nommé lieutenant dans la Fleet Air Arm mais ne voit jamais les combats.

### Trilogie shakespearienne
C'est Winston Churchill qui demande qu'Olivier soit libéré de la Fleet Air Arm afin de tourner Henry V dans le but de remonter le moral d'un peuple en pleine guerre. Olivier ne pense pas au départ en avoir les compétences nécessaires mais, face au refus de différents réalisateurs, il se décide lui-même à le faire en Irlande. Après un tournage mouvementé (il est derrière la caméra quand un cheval fonce dedans lors d'une reconstitution de la bataille d'Azincourt, le blessant au visage), le film connaît un grand succès. Nommé aux Oscars dans les catégories meilleur film et meilleur acteur, Olivier reçoit finalement un Oscar d'honneur (d'après lui, l'académie ne voulait pas donner ses deux plus grosses récompenses à un étranger).
Il tourne ensuite Hamlet. C'est un rôle qu'il a déjà interprété au théâtre, néanmoins, il se montre moins à l'aise dans son interprétation. Obligé de réduire la durée du film à 2 heures et demie, Olivier doit supprimer des répliques et même des personnages. Le film est néanmoins un succès et Laurence Olivier obtient l'Oscar du meilleur film et celui du meilleur acteur. Jugée trop âgée (ou trop instable), Vivien Leigh est remplacée par la juvénile Jean Simmons.
Vient ensuite l'adaptation de Richard III. Lors du tournage, il est blessé par une flèche, mais heureusement ses principales scènes ont déjà été tournées. Cette fois, il choisit Claire Bloom pour être sa partenaire. Apprécié par la critique, le film est un échec commercial et financier dû en partie au fait qu'aux États-Unis le film est montré à la TV avant de sortir en salle. Au fil des années et des rediffusions le film obtient un succès d'estime. Le rôle de Richard III est aujourd'hui considéré par beaucoup comme une de ses meilleures performances.
Durant cette période de réalisation, Olivier ne fait que peu d'apparitions dans d'autres films.

### Star de l'écran

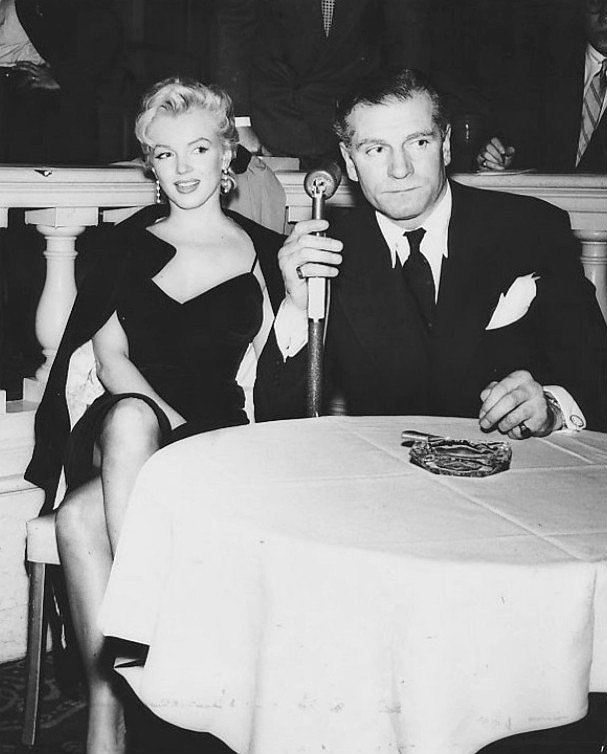
Marilyn Monroe et Laurence Olivier réunis pour Le Prince et la danseuse

Jeune premier romantique, Olivier passe naturellement aux rôles plus mûrs et il n'y a pas vraiment de rupture entre Un amour désespéré (1953), face à Jennifer Jones, et Un amour dans les ruines de George Cukor (1975, télévision), où il conte fleurette à Katharine Hepburn, en passant par la comédie Le Prince et la danseuse, où il dirige Marilyn Monroe et Le Verdict en compagnie de Simone Signoret. La rupture à l'écran, il faut plutôt la chercher dans ses collaborations avec Peter Brook (pour une adaptation de Bertolt Brecht), avec Tony Richardson pour Le Cabotin, basé sur la pièce de John Osborne, ainsi que dans le téléfilm A Voyage Round My Father (1984) écrit par John Mortimer, superbe duo avec Alan Bates. Olivier enchaîne les directeurs prestigieux : Stanley Kubrick (Spartacus), Otto Preminger, Joseph L. Mankiewicz pour Le Limier (mémorable duel avec Michael Caine), John Schlesinger pour Marathon Man (rôle terrible et mémorable rencontre avec Dustin Hoffman).
À partir des années 1960 il enchaîne les superproductions, s'égarant parfois dans des séries B, ne dédaignant ni la comédie ni le film d'action. Outre Nelson et Crassus, il incarne le duc de Wellington, le Mahdi ibn Abdallah, James Moriarty, Abraham Van Helsing, Othello tandis que Maggie Smith est Desdémone, Nicodème, Douglas MacArthur, et même Zeus, le roi des dieux grecs.

### Broadway
Olivier paraît pour la première fois à New York en 1933 dans The Green Bay Tree, pièce osée pour l'époque puisqu'elle traitait de l'homosexualité. Le metteur en scène est Jed Harris : Olivier le déteste au point qu'il s'en inspire pour son rôle de Richard III. Il emporte néanmoins un grand succès. En 1940, son expérience est moins heureuse : il produit et met en scène Romeo and Juliet ; Vivien Leigh est sa Juliet mais pour les critiques ce ne sont que des acteurs hollywoodiens et le couple perd tout son argent. En 1957, Olivier joue son grand rôle, Archie Rice dans The Entertainer et triomphe. En 1959, il joue Becket dans la pièce du même nom de Jean Anouilh. Anthony Quinn est Henry II. La critique juge le match entre Olivier et Quinn (qui a peu joué au théâtre) inégal. Quand Quinn doit quitter la production, Olivier prend le rôle du roi. Quinn en est doublement chagriné. En tout, Olivier passe six mois sur Broadway.

### Stratford-upon-Avon
Olivier ne fait que deux saisons au Shakespeare Memorial Theatre : en 1955 il est Malvolio (dans La Nuit des rois) et assume le rôle-titre dans Macbeth et Titus Andronicus, ce dernier dans une mise en scène de Peter Brook. « De loin le plus grand acteur du monde », conclut The Times à propos de son Macbeth. C'est dans Titus Andronicus, pièce rarement jouée, qu'Olivier fait le plus grand effet : « un concerto inoubliable de douleur puisée dans les profondeurs du désespoir. » (The Observer). En 1959, Olivier reprend le rôle de Coriolan et connaît un nouveau triomphe auprès des critiques. En 1957, la Shakespeare Memorial Company part en tournée avec Titus Andronicus, se produisant à Paris, Venise, Belgrade, Zagreb, Vienne, Warsaw. Au théâtre Sarah Bernhardt à Paris, la pièce est donnée dix fois. Un des membres de la troupe raconte comment, lors d'une représentation réservée aux acteurs, le public s'est levé spontanément pour ovationner Olivier à la fin du monologue « The sea », chose inouïe au théâtre au vingtième siècle.

### The Royal Court

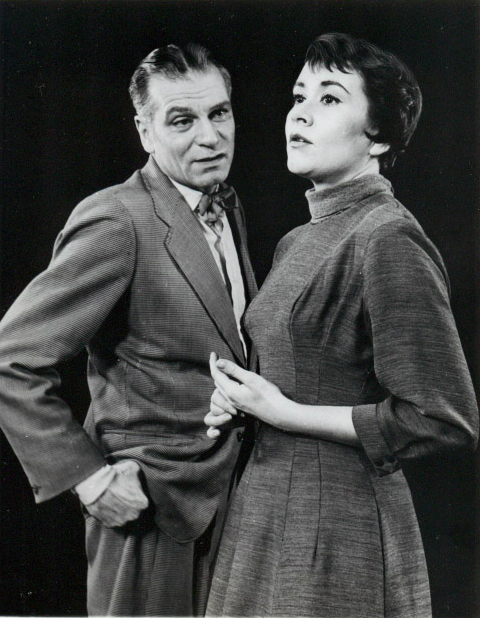
Laurence Olivier avec son épouse Joan Plowright lors d'une représentation de The Entertainer, de 1960.

Olivier est le premier acteur de sa génération à avoir risqué sa réputation dans ce théâtre se spécialisant dans les pièces d'avant-garde. En 1959, il entreprend de jouer Archie Rice, un comique de music hall médiocre, dans The Entertainer de John Osborne. Il chante, danse, raconte de mauvaises blagues tout en étant conscient de son échec. « La réalité et les mensonges du théâtre étaient le fonds même de cette interprétation. C'était la personnification d'un théâtre mourant, voire d'une société mourante. C'était également celle du désespoir et de la souffrance d'un homme dont l'impact était non moins grande du fait qu'il s'agissait d'un comique médiocre plutôt que d'un roi shakespearien. »

### Télévision
Olivier débute à la télévision anglaise en novembre 1958 dans John Gabriel Borkman d'Ibsen. Cette pièce lente et sombre est, du point de vue audience, un désastre. En 1959, Olivier réussit bien mieux, pour sa première prestation à la télévision américaine, dans The Moon and Sixpence, téléfilm d'après le roman éponyme de William Somerset Maugham. « Un superbe artiste dont l'incarnation d'un héros à la Gauguin est d'un magnétisme jusqu'ici inconnu à la télévision » (New York Times). En 1961, il joue de façon remarquable le prêtre alcoolique dans The Power and the Glory d'après Graham Greene. Ce n'est qu'à la suite de sa très grave maladie en 1974 qu'Olivier se consacre de façon régulière au petit écran. En 1976-77, il met en scène six pièces du XXe siècle de son choix, notamment La Collection de Pinter, où Olivier est « d'une subtilité toute en demi-teintes » (The Observer) et La Chatte sur un toit brûlant de Tennessee Williams, où il étonne ses collègues par son énergie apparemment intacte. Ces productions ont été conservées sur DVD ainsi que trois productions, tournées entre 1981 et 1983, peut-être plus géniales encore : Retour à Brideshead d'après Evelyn Waugh, A Voyage Round My Father de John Mortimer et le rôle-titre dans King Lear. La puissance de son jeu dans le rôle de Lear étonne les critiques, et plus d'un avoue avoir pleuré avec Lear lors de la mort de Cordelia. Dans la pièce de Mortimer, Olivier joue un ancien avocat aux idées bien arrêtées qui fait semblant d'ignorer qu'il est aveugle depuis des années.

### Consécration d'une carrière

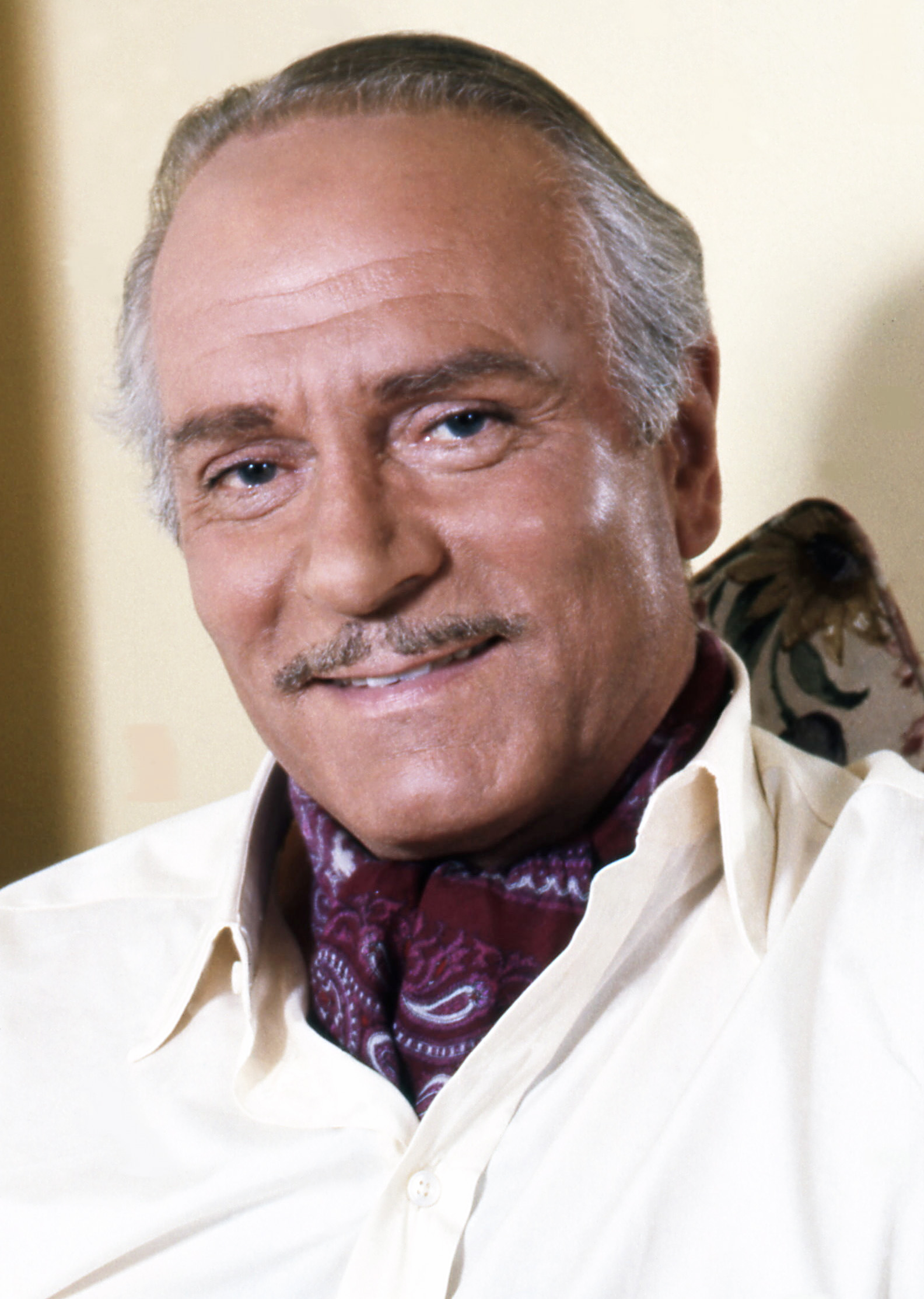
Laurence Olivier en 1972.

Olivier devient l'un des fondateurs du Royal National Theatre de Grande-Bretagne qu'il dirige de 1962 à 1973. Il met en scène L'Oncle Vania de Tchekhov, où il joue le rôle du docteur Astrov (1963) et joue le rôle principal dans Othello et Solness le Constructeur d'Ibsen (1964), ainsi que dans A Long Day's Journey into Night d’Eugene O'Neill (1971), le capitaine Edgar dans La Danse de la Mort de Strindberg (1967) et Shylock dans The Merchant of Venice (1970). Il avait aussi fondé et dirigé le Chichester Festival Theatre de 1962 (premières représentations de L'Oncle Vania dans une mise en scène d'Olivier) à 1966. En septembre 1965, Olivier emmène sa troupe à Moscou, où elle présente trois pièces, dont Othello, au Théâtre Kremlevsy à l'intérieur du Kremlin. À la fin de la représentation d'Othello, le public se rue vers la scène jetant des bouquets de fleurs aux acteurs.
En 1970, il est fait pair à vie et créé baron. Il continue aussi à jouer dans des adaptations cinématographiques de pièces de théâtre, comme dans Othello (1965) ou Les Trois Sœurs (1970). Le départ d'Olivier du National Theatre en 1973 est sujet à controverses. Un nouveau théâtre est en construction sur la rive gauche de la Tamise et il aurait été normal qu'Olivier ait pu y installer sa troupe, malgré sa santé et la charge de travail que représente la poste de directeur. Olivier lui-même prétend que son successeur, Peter Hall, et le comité directeur ont manigancé pour le renvoyer. Peter Hall prétexte les délais de construction. Toujours est-il que si Olivier met en scène East of Eden de J.B Priestley dans l'auditorium qui porte son nom dans le nouveau théâtre, il ne paraît jamais sur scène sauf pour un discours lors de l'inauguration du théâtre.
Il est alors à un tournant de sa carrière et de sa vie ; frappé par les conséquences d'un cancer de la prostate (à partir de 1967 il multiplie bronchites, pneumonies, amnésies), il se rend compte que ses rôles ne l'ont jusqu'ici pas mis à l'abri du besoin lui et sa famille. Il avait épousé le 17 mars 1961 Joan Plowright à Wilton dans le Connecticut. Ils ont eu depuis un fils, Richard Kerr Olivier (né le 3 décembre 1961), et deux filles, Tamsin Agnes Margaret Olivier (née le 10 janvier 1963) et Julie-Kate Olivier (née le 26 janvier 1966). Laurence Olivier avait eu, d'un premier mariage avec Jill Esmond, un autre fils : Tarquin Olivier, né le 21 août 1936. À partir des années 1970, il se met à multiplier les apparitions au cinéma et à la télévision, à des fins purement financières. Cependant, en 1974, il est atteint d'une grave maladie, la dermatopolymyosite (maladie auto-immunitaire qui entraîne la détérioration de tous les muscles du corps), dont il manque de mourir. Le rôle du docteur Szell dans Marathon Man de John Schlesinger, tourné en 1975, marque son retour au cinéma. Il ne paraît plus sur scène en tant qu'acteur.
Laurence Olivier meurt à son domicile d'Ashurst dans le West Sussex, d'une insuffisance rénale, le 11 juillet 1989, à l'âge de 82 ans. Il a été enterré à Steyning dans le West Sussex. Ses cendres reposent dans le Poets' Corner de l'Abbaye de Westminster.
En 2007, le centenaire de sa naissance, une statue d'Olivier jouant le rôle de Hamlet fut dévoilée hors le Royal National Theatre à Londres.

### L'acteur mythique

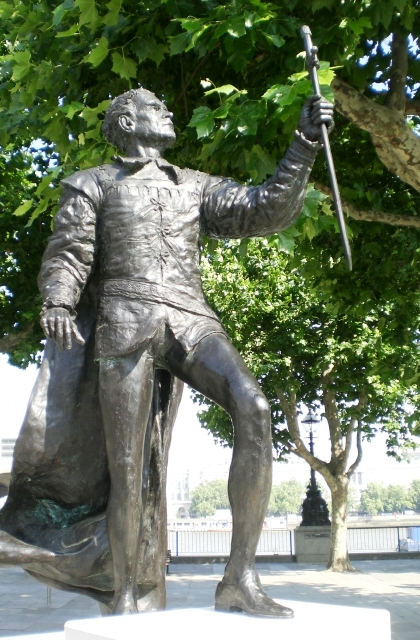
Statue de Laurence Olivier sur la rive sud de la Tamise, Londres

Par sa fougue et son goût du risque, Laurence Olivier électrisait le public : pour s'en convaincre, il suffit de se rappeler sa plongée sur Claudius dans le film Hamlet ou, plus dangereuse encore, la chute qu'il fait, tête en bas, du haut d'une plate-forme de quatre mètres, en interprétant le rôle de Coriolan.
Si, selon Olivier lui-même, les yeux sont l'atout le plus précieux d'un acteur, d'après le critique Kenneth Tynan c'est sa voix qui « reste à tout jamais dans la mémoire de ceux qui l'ont entendue à son mieux. Elle résonne claire et barbare à travers la vallée des siècles comme l'appel du cor de chasse ». Son sens de l'observation et sa capacité d'aller au tréfonds de lui-même, alliés à un perfectionnisme aigu, lui ont permis de créer des personnages frappants de vérité et d'intensité. Il avait également le don rare de pouvoir se transformer totalement, paraissant tantôt grand et fort, tantôt petit et maigrichon à souhait. Dans la vie de tous les jours, grâce à ce don, il a toujours pu passer inaperçu.

## Filmographie

### Acteur

#### Cinéma
- 1930 : Too Many Crooks de George King
- 1930 : La Veuve temporaire (The Temporary Widow) de Gustav Ucicky
- 1931 : Le Passeport jaune (The Yellow Ticket) de Raoul Walsh
- 1931 : La Femme de Putiphar (Potiphar's Wife) de Maurice Elvey
- 1931 : Le Sphinx a parlé (Friends and Lovers) de Victor Schertzinger
- 1932 : Westward Passage de Robert Milton
- 1933 : Le Parfait Accord (Perfect Understanding) de Cyril Gardner
- 1933 : Ce n'est pas drôle (No Funny Business) de John Stafford et Victor Hanbury
- 1935 : Moscow Nights d'Anthony Asquith
- 1936 : Comme il vous plaira (As you Like it) de Paul Czinner
- 1936 : La Conquête de l'air (Conquest of the air) de d'Alexander Esway, Zoltan Korda, John Monk Saunders, Alexander Shaw, Donald Taylor
- 1937 : L'Invincible Armada (Fire Over England) de William K. Howard
- 1938 : Le Divorce de Lady X (The Divorce of Lady X) de Tim Whelan
- 1938 : Armes secrètes (Q Planes) de Tim Whelan
- 1939 : Les Hauts de Hurlevent (Wuthering Heights) de William Wyler
- 1940 : Vingt et un jours ensemble (21 Days) de Basil Dean
- 1940 : Rebecca d'Alfred Hitchcock
- 1940 : Orgueil et Préjugés (Pride and Prejudice) de Robert Z. Leonard : M. Darcy
- 1941 : Lady Hamilton d'Alexander Korda
- 1941 : 49e Parallèle (49th Parallel) de Michael Powell
- 1943 : L'Étranger (The Demi-Paradise) d'Anthony Asquith
- 1944 : Heureux mortels (This Happy Breed) de David Lean (voix)
- 1944 : Henry V (The Chronicle history of King Henry the Fift with his battell at Agincourt in France) de Laurence Olivier d'après Shakespeare
- 1948 : Hamlet de Laurence Olivier d'après Shakespeare
- 1951 : La Boîte magique (The Magic Box) de John Boulting
- 1952 : Un amour désespéré (Carrie) de William Wyler
- 1953 : L'Opéra des gueux (The Beggar's Opera) de Peter Brook
- 1955 : Richard III de Laurence Olivier d'après Shakespeare
- 1957 : Le Prince et la Danseuse (The Prince and the Showgirl) de Laurence Olivier
- 1959 : Au fil de l'épée (The Devil's Disciple) de Guy Hamilton
- 1960 : Le Cabotin (The Entertainer) de Tony Richardson
- 1960 : Spartacus de Stanley Kubrick
- 1962 : Le Verdict (Term of Trial) de Peter Glenville
- 1963 : Oncle Vania (en) (Uncle Vanya) de Stuart Burge
- 1965 : Bunny Lake a disparu (Bunny Lake Is Missing) d'Otto Preminger
- 1965 : Othello de Stuart Burge d'après Shakespeare
- 1966 : Khartoum, de Basil Dearden
- 1968 : Les Souliers de saint Pierre (The Shoes of the Fisherman) de Michael Anderson
- 1969 : Ah Dieu ! que la guerre est jolie (What a Lovely War) de Richard Attenborough
- 1969 : La Danse de la mort (The Dance of Death) de David Giles
- 1969 : La Bataille d'Angleterre (The Battle of Britain) de Guy Hamilton
- 1970 : Three Sisters de Laurence Olivier et John Sichel
- 1971 : Nicolas et Alexandra (Nicholas and Alexandra) de Franklin J. Schaffner
- 1972 : Le Limier (Sleuth) de Joseph L. Mankiewicz
- 1972 : Lady Caroline Lamb de Robert Bolt
- 1974 : The Rehearsal de Jules Dassin
- 1976 : Marathon Man de John Schlesinger
- 1976 : Sherlock Holmes attaque l'Orient-Express (The Seven-Per-Cent solution) de Herbert Ross
- 1977 : Un pont trop loin (A bridge too far) de Richard Attenborough
- 1977 : Jésus de Nazareth (Jesus of Nazareth) de Franco Zeffirelli ; rôle de Nicodème
- 1978 : Betsy (The Betsy) de Daniel Petrie
- 1978 : Ces garçons qui venaient du Brésil (The Boys from Brazil) de Franklin J. Schaffner
- 1979 : I Love You, je t'aime (A Little Romance) de George Roy Hill
- 1979 : Dracula de John Badham
- 1980 : Le Chanteur de jazz (The Jazz Singer) de Richard Fleischer
- 1981 : Inchon de Terence Young
- 1981 : Le Choc des Titans (Clash of the Titans) de Desmond Davis
- 1984 : Le Bounty (The Bounty) de Roger Donaldson
- 1984 : La Taupe (The Jigsaw Man) de Terence Young
- 1985 : Les Oies sauvages 2 (Wild geese II) de Peter Hunt
- 1989 : War Requiem de Derek Jarman

#### Télévision
- 1959 : The Moon and Sixpence de Robert Mulligan
- 1961 : The Power and the Glory de Mark Daniels
- 1969 : David Copperfield de Delbert Mann
- 1973 : The Merchant of Venice de John Sichel
- 1975 : Il neige au printemps (Love Among the Ruins) de George Cukor
- 1976 : La Chatte sur un toit brûlant (Cat on a Hot Tin Roof) de Robert Moore
- 1977 : Jésus de Nazareth (Jesus of Nazareth) (mini-série) de Franco Zeffirelli
- 1977 : Come Back, Little Sheba de Silvio Narizzano
- 1978 : Saturday, Sunday, Monday d'Alan Bridges
- 1978 : Daphne Laureola de Waris Hussein
- 1983 : Wagner (Wagner), série télévisée de Tony Palmer : Sigmund von Pfeufer (de)
- 1983 : King Lear de Michael Elliott
- 1984 : Un parfum de meurtre de Alvin Rakoff
- 1984 : A Voyage Round My Father de Alvin Rakoff
- 1984 : Les Derniers Jours de Pompéi (The Last Days of Pompeii) de Peter Hunt
- 1984 : The Ebony Tower de Robert Knights
- 1986 : Pierre le Grand (mini-série) de Marvin J. Chomsky
- 1986 : Lost Empires (mini-série) d'Alan Grint

Film à images incrustées (extraites de films antérieurs)
- 2004 : Capitaine Sky et le monde de demain de Kerry Conran : Dr. Totenkopf

### Réalisateur
- 1944 : Henry V (The Chronicle history of King Henry the Fift with his battell at Agincourt in France) d'après Shakespeare
- 1948 : Hamlet d'après Shakespeare
- 1955 : Richard III d'après Shakespeare
- 1957 : Le Prince et la danseuse (The Prince and the showgirl)

## Distinctions
- Chevalier (Kt - 1947)[13]
- Pair à vie, titré Baron Olivier, of Brighton in the County of Sussex (1970)[14],[15], le premier acteur à recevoir cette distinction
- Membre de l'ordre du Mérite (OM - 1981)[16]

### Récompenses
| Années | Récompenses | Film    |
| ------ | --- | ------- |
| 1947   | Oscar d'honneur : « Special Award for his Outstanding achievement as actor, producer and director in bringing Henry V to the screen. »                     | Henry V |
| 1948   | Oscar du meilleur acteur | Hamlet  |
| 1948   | Oscar du meilleur film | Hamlet  |
| 1948   | Lion d'or de la Mostra de Venise | Hamlet  |
| 1949   | Golden Globe du meilleur acteur dans un film dramatique | Hamlet  |
| 1979   | Oscar d'honneur : « For the full body of his work, for the unique achievements of his entire career and his lifetime of contribution to the art of film. » | N/A     |

### Nominations
| Années | Nominations                   | Film                               |
| ------ | ----------------------------- | ---------------------------------- |
| 1939   | Oscar du meilleur acteur      | Les Hauts de Hurlevent             |
| 1940   | Oscar du meilleur acteur      | Rebecca                            |
| 1944   | Oscar du meilleur acteur      | Henry V                            |
| 1944   | Oscar du meilleur film        | Henry V                            |
| 1948   | Oscar du meilleur réalisateur | Hamlet                             |
| 1955   | Oscar du meilleur acteur      | Richard III                        |
| 1960   | Oscar du meilleur acteur      | Le Cabotin                         |
| 1965   | Oscar du meilleur acteur      | Othello                            |
| 1972   | Oscar du meilleur acteur      | Le Limier                          |
| 1976   | Oscar du meilleur second rôle | Marathon Man                       |
| 1978   | Oscar du meilleur acteur      | Ces garçons qui venaient du Brésil |

## Voix françaises
| - Philippe Dumat dans : - Le Limier - Sherlock Holmes attaque l'Orient-Express - Un pont trop loin - Ces garçons qui venaient du Brésil - André Valmy dans : - Marathon Man - Betsy - Le Bounty - Marc Valbel dans : - Les Hauts de Hurlevent - Rebecca - Jean Davy dans : - Le Prince et la Danseuse - Spartacus | et aussi : - Yves Furet dans Hamlet - Jacques Berthier dans Au fil de l'épée - Paul-Émile Deiber dans Bunny Lake a disparu - Duncan Elliott dans Khartoum - François Chaumette dans Les Souliers de saint Pierre - Gabriel Cattand dans Roméo et Juliette - René Arrieu dans La Bataille d'Angleterre - Louis Arbessier dans Jésus de Nazareth (mini-série) - Maurice Teynac dans Dracula - Henri Labussière dans Le Chanteur de jazz - Jacques François dans Le Choc des Titans - Roger Carel dans Les Oies sauvages 2 - Gérard Rinaldi dans Spartacus (scène supplémentaire) |